# Sypna mormoides
Sypna mormoides är en fjärilsart som beskrevs av Butler 1881. Sypna mormoides ingår i släktet Sypna och familjen nattflyn. Inga underarter finns listade i Catalogue of Life.